# Multibuc

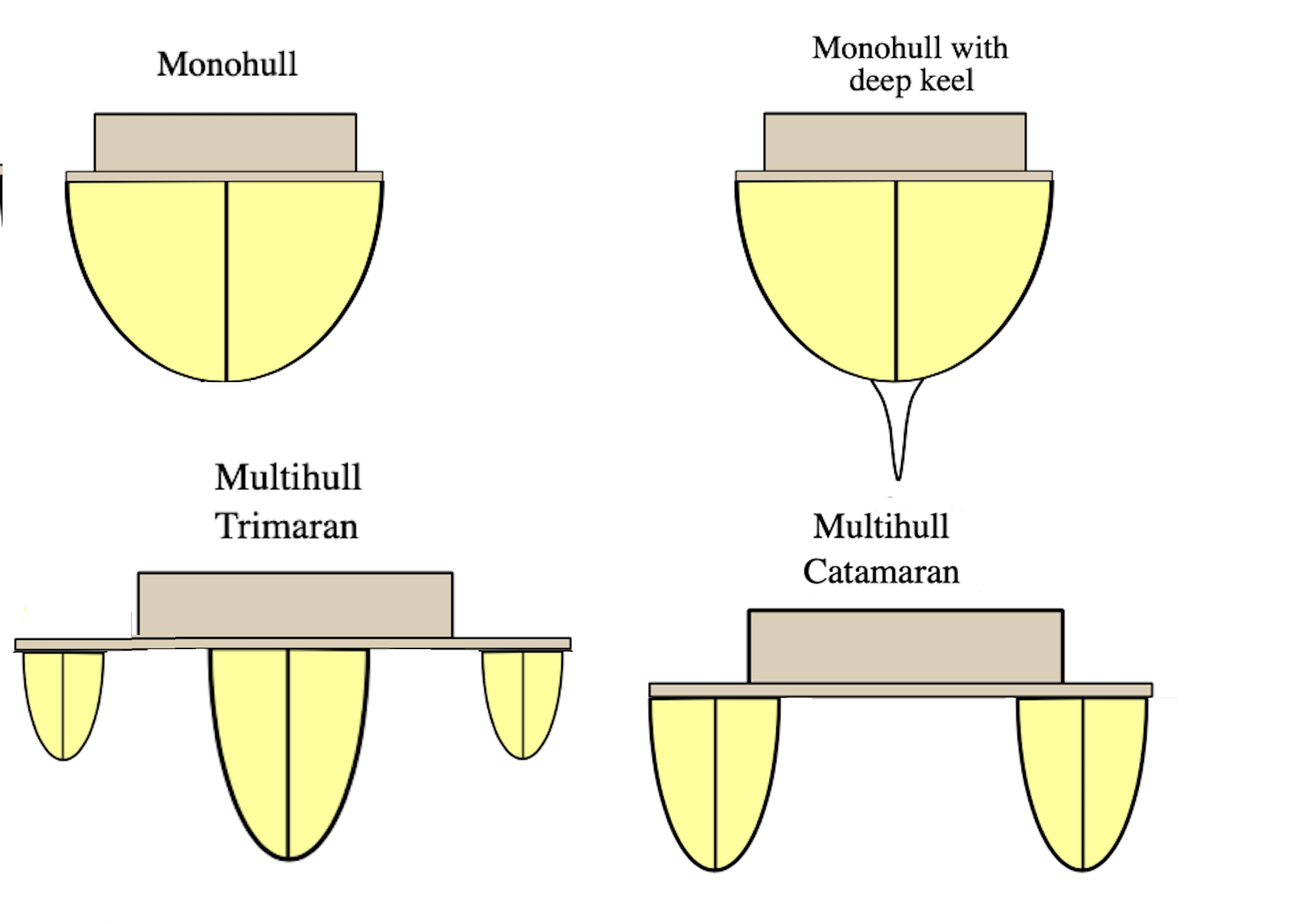
Diagrama del multibuc.

Un  multibuc  és una embarcació amb més d'un buc. Els bucs addicionals aporten estabilitat, generalment per mantenir el vaixell dret en presència de la força lateral del vent en les veles (les embarcacions monobuc utilitzen una quilla amb llast per a aquest propòsit, especialment si són grosses).
Els multibucs inclouen les següents embarcacions: praos, que tenen dos bucs de diferent mida; catamarans, que tenen dos bucs idèntics, i trimarans, que tenen un buc més gran al centre i dos de més petits als costats. Els velers multibuc són molt més amples que el seu equivalent en monobuc, el que fa que no necessitin llast a la quilla i, per tant, siguin més ràpids sota les mateixes condicions de navegació. A més significa que els multibucs no s'enfonsin tan fàcilment quan es fan malbé els bucs. Hi ha multibucs de motor utilitzats per competències o per a transport.